# Mar del Plata
 Ikke at forveksle med La Plata.
Mar del Plata er en by i den østlige del af Argentina, med et indbyggertal (pr. 2001) på cirka 541.000. Byen ligger i Buenos Aires-provinsen, på landets Atlanterhavskyst.
Stedet er kendt for de store hvaler som svømmer rundt i havnene.